# October & April
«October & April» (англ. «Октябрь и Апрель») — песня финской рок-группы The Rasmus с участием Анетт Ользон из группы Nightwish.
Эта песня была записана одновременно с другими песнями студийного альбома группы Black Roses, но не вошла в него, поскольку не вписывалась в его концепт. Вместо этого песня вышла позднее в составе сборника Best of 2001–2009. Также песня была выпущена отдельно 17 ноября 2009 года. Другая версия песни, попавшая в сеть в 2010 году, была записана в 2006 году с участием Лены Катиной из российской поп-группы t.A.T.u., но никогда не публиковалась официально.
Кроме того, на песню был снят клип, режиссёром которого стал Owe Lingvall, также снявший клипы для сингла The Rasmus «Justify».

## Чарты
| Чарт (2009)           | Лучшая позиция |
| --------------------- | -------------- |
| Чарт финских синглов  | 2              |
| Чарт немецких синглов | 79             |
| Польша (ZPAV)         | 4              |